# صفحه اول (فیلم ۱۹۷۴)
صفحه اول (به انگلیسی: The Front Page) یک فیلم کمدی آمریکایی به کارگردانی بیلی وایلدر است که در سال ۱۹۷۴ منتشر شد. این فیلم اقتباسی است از نمایشنامه‌ای به همین نام نوشته بن هکت و چارلز مک‌آرتور که نخستین بار در سال ۱۹۲۸ اجرا شد. پیش از این، دو نسخهٔ سینمایی دیگر نیز از این نمایشنامه ساخته شده بود: یکی در سال ۱۹۳۱ به کارگردانی لوئیس مایلستون و دیگری در سال ۱۹۴۰ با عنوان His Girl Friday به کارگردانی هاوارد هاکس. نسخه ۱۹۷۴ سومین اقتباس رسمی از این اثر کلاسیک تئاتری به‌شمار می‌آید.

## خلاصه داستان
هیلدی جانسون (با بازی جک لمون)، خبرنگاری باتجربه و سرسخت، تصمیم می‌گیرد شغلش را کنار بگذارد و با نامزدش ازدواج کند. اما سردبیر زیرک و بی‌پروا، والتر برنز (با بازی والتر ماتائو)، نمی‌خواهد خبرنگار برجسته‌اش را از دست بدهد، به‌ویژه زمانی که داستانی جنجالی درباره اعدام یک زندانی سیاسی، ارل ویلیامز، بر سر زبان‌ها می‌افتد. هیلدی ناخواسته وارد این ماجرا شده و کشمکش‌های طنزآمیزی میان حرفه، وجدان، عشق و جاه‌طلبی در می‌گیرد.